# Mollepampa (distrito)
Mollepampa é um distrito do Peru, departamento de Huancavelica, localizada na província de Castrovirreyna.

## Transporte
O distrito de Mollepampa é servido pela seguinte rodovia:
- PE-26A, que liga o distrito de Arma à cidade de Castrovirreyna[1][2][3]